# Bremerton

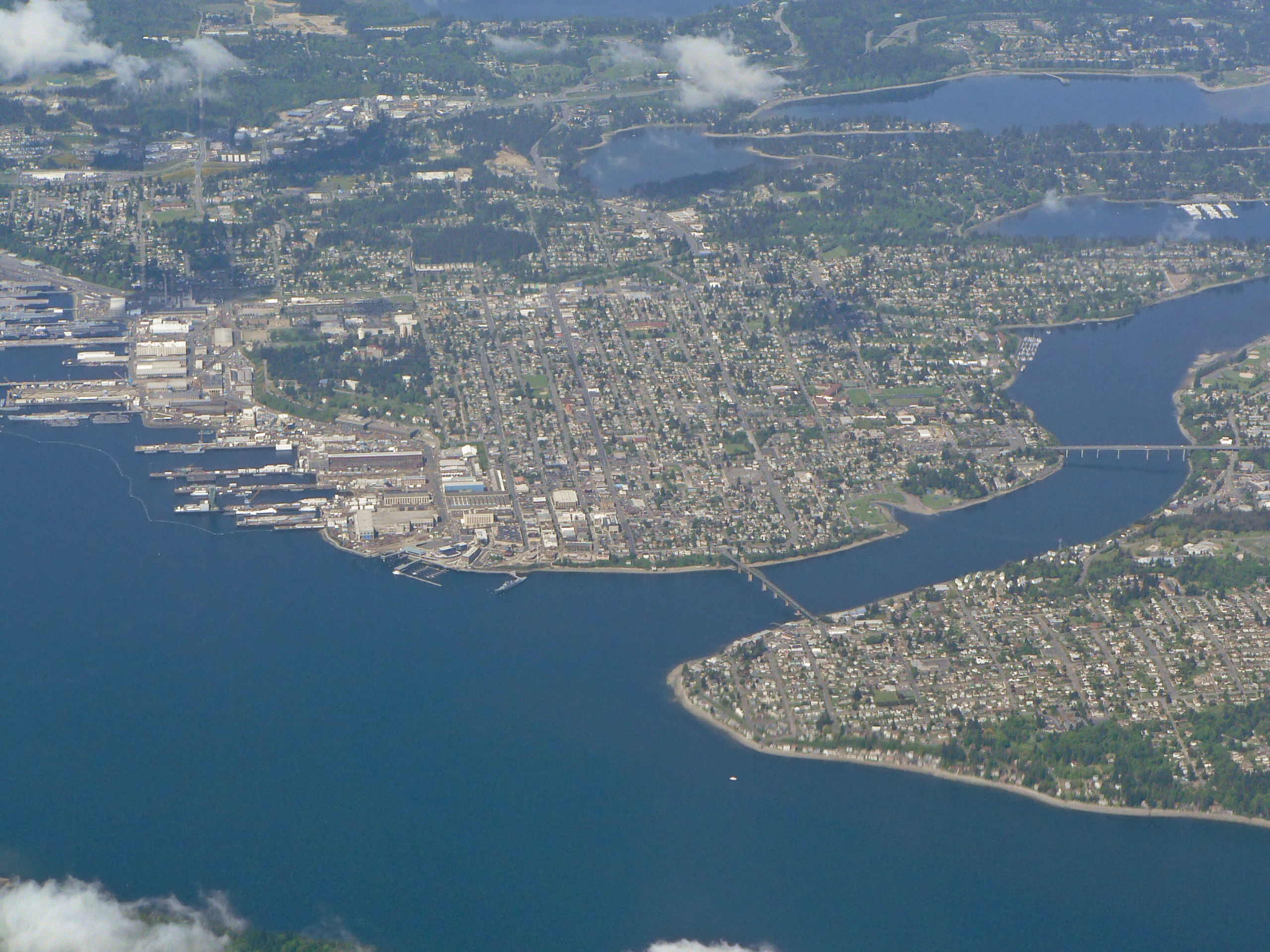
Vue aérienne de Bremerton

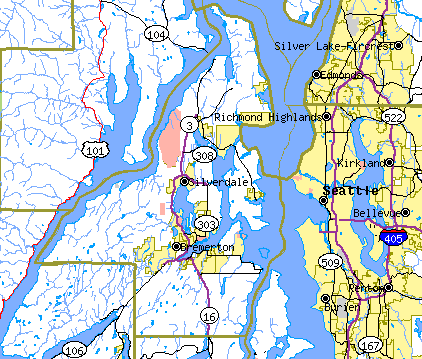
Carte du comté de Kitsap

Bremerton est une ville portuaire du comté de Kitsap dans l'État de Washington aux États-Unis. Sa population était de 37 259 habitants au recensement de 2000. La ville abrite les chantiers navals Puget Sound Naval Shipyard et une annexe de la base navale de Kitsap. La ville est reliée par un ferry (60 minutes de traversée) au centre-ville de Seattle.

## Histoire

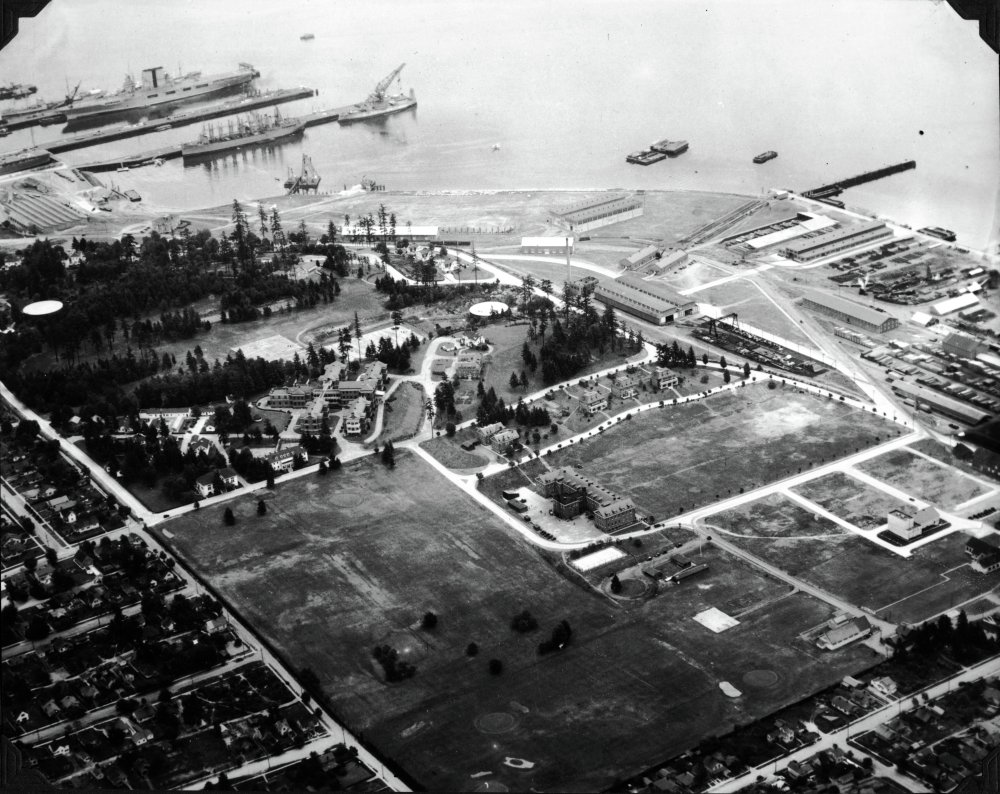
Le port en 1931.

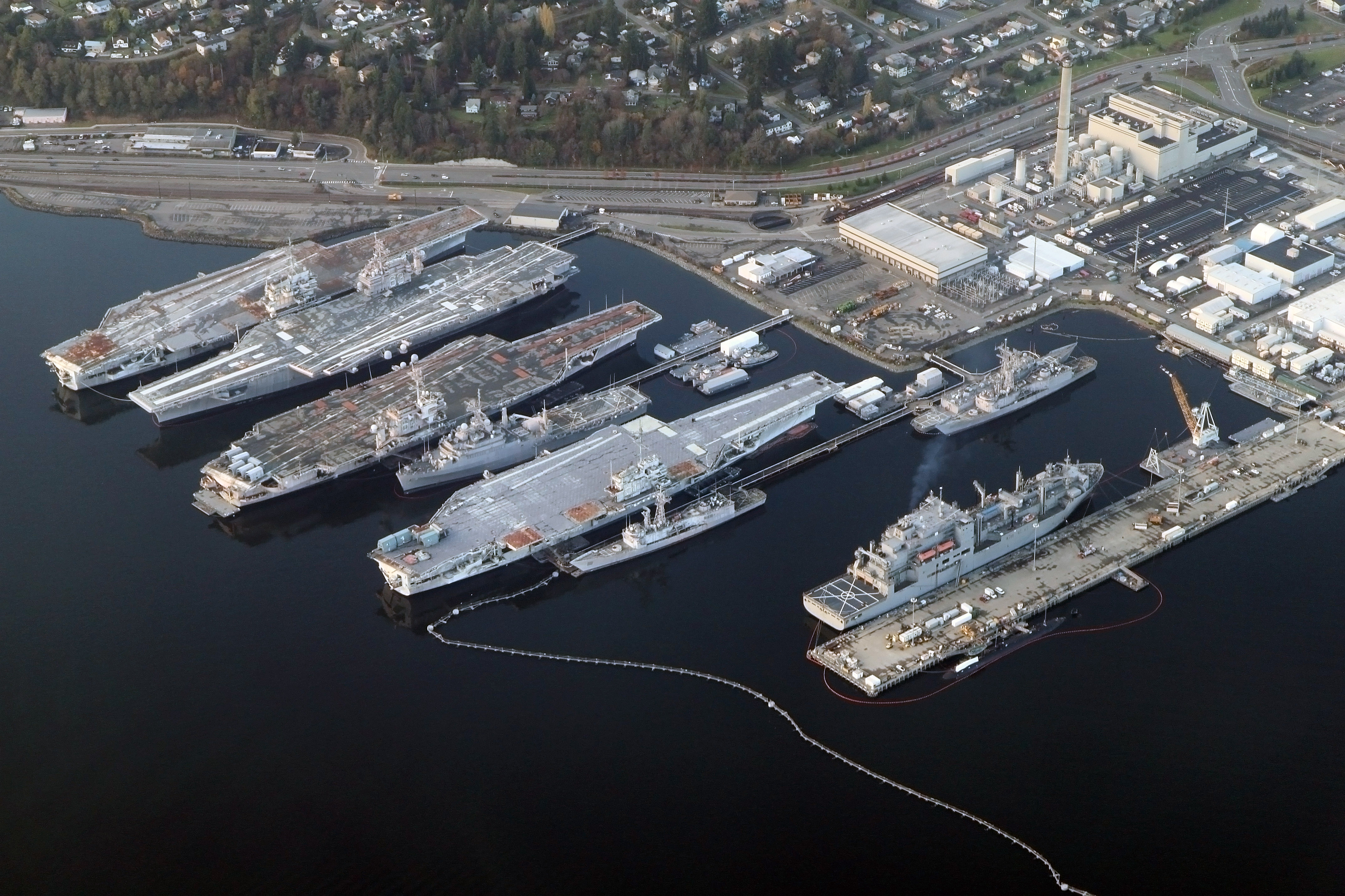
Le port militaire en 2012.

Bremerton a été fondé en 1891 par un immigrant allemand, William Bremer, devenu par la suite entrepreneur à Seattle et qui a donné son nom à la ville. La ville a ensuite été incorporée en 1901 et son développement économique a suivi celui du chantier naval avoisinant.

## Géographie
Bremerton se situe à l'est de la péninsule Kitsap, au nord du Sinclair Inlet et à l'ouest du bras de mer connu sous le nom de Port Orchard. La ville est divisée par le Port Washington Narrows, un détroit franchi par deux ponts. La partie de la ville au nord et à l'est de celui-ci est appelé East Bremerton.

## Personnalités liées à la ville
- Mike Enzi, homme politique, est né à Bremerton ;
- William Henri Gates II, avocat et juriste, est né à Bremerton ;
- Benjamin Gibbard, musicien, est né à Bremerton ;
- Steven Holl, architecte, est né à Bremerton ;
- Howard Duff, acteur, est né à Bremerton ;
- MxPx, groupe de punk, est originaire de Bremerton.
- Nathan Adrian, nageur américain originaire de Bremerton
- Quincy Jones, compositeur et arrangeur, y a vécu enfant

## Jumelages
- Kure (Japon)
- Olongapo (Philippines)

## Source
- (en) Cet article est partiellement ou en totalité issu de l’article de Wikipédia en anglais intitulé « Bremerton, Washington » (voir la liste des auteurs).